# Шлукнов
Шлукнов (чеш. Šluknov) град је у Чешкој Републици. Град се налази у управној јединици Устечки крај, у оквиру којег припада округу Дјечин.

## Становништво
Према подацима о броју становника из 2014. године град је имао 5.618 становника.